# Lapidarium (Berlin)

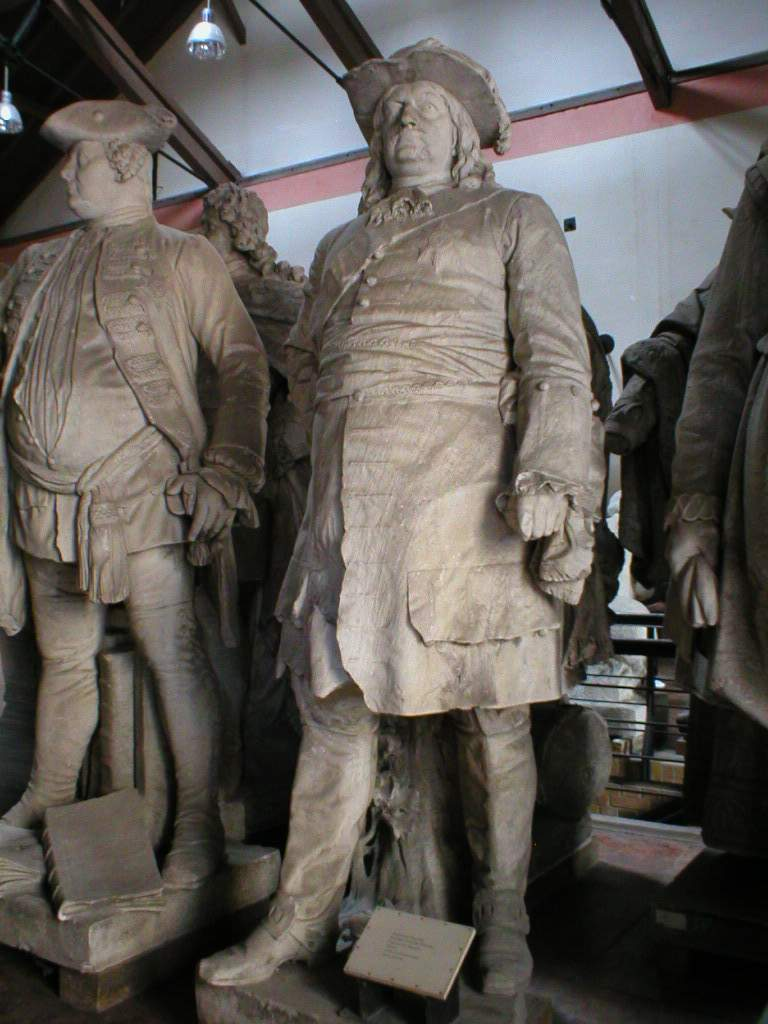
Statue des Großen Kurfürsten im Lapidarium

Das Berliner Lapidarium am Landwehrkanal in Berlin-Kreuzberg diente von 1978 bis 2009 als Einrichtung des Senats der Verwahrung und Ausstellung von – teilweise beschädigten – Überresten historischer Berliner Denkmäler, die nach 1945 nicht an ihren ursprünglichen Standorten verbleiben konnten oder sollten. Sie stammten hauptsächlich von der Schlossbrücke, der Siegesallee und aus dem Tiergarten. Vielfach stehen heute an den originalen Standorten Repliken der Originale.

## Geschichte
Das Pumpenhaus des stillgelegten Pumpwerks Hallesches Ufer wurde 1977 als technisches Baudenkmal unter Denkmalschutz gestellt, 1978 wurde das Lapidarium hier untergebracht.
Die acht Figurengruppen von der Schlossbrücke kehrten jedoch bereits 1981 an ihren historischen Standort in Ost-Berlin zurück, desgleichen 1985 das Schiller-Denkmal. Die Denkmäler und Büsten der Siegesallee wurden im Mai 2009 in die Zitadelle Spandau umgesetzt. Dort wurden sie restauriert und werden seit April 2016 als Teil der neuen Dauerausstellung Enthüllt – Berlin und seine Denkmäler präsentiert. 
Im 2002 entstandenen Spielfilm Shots wurde das Außenareal des damaligen Lapidariums mit den Figuren der Siegesallee ausgiebig in die Handlung eingebaut.

## Weitere Lapidarien in Berlin
- Ein weiteres Lapidarium in Berlin befindet sich auf dem Jüdischen Friedhof Schönhauser Allee. Es enthält restaurierte Grabsteine, die nach den Verwüstungen durch die Nationalsozialisten und im Zuge des Zweiten Weltkrieges nicht mehr ihrem ursprünglichen Standort zugeordnet werden konnten.
- Im Köllnischen Park gibt es Originalkunstwerke und Kopien.